# 仮面ライダー1号 (映画)
- 仮面ライダーシリーズ
  - 仮面ライダー > 仮面ライダー1号 (映画)
  - 仮面ライダーゴースト > 仮面ライダー1号 (映画)

『仮面ライダー1号』（かめんライダーいちごう）は、2016年3月26日に全国東映系劇場にて公開された特撮映画作品。キャッチコピーは「原点にして頂点。爆音あげて蘇れ！ ライダー変身!!」。

## 概要
仮面ライダー45周年記念作品にして、メモリアルイヤーとなるスーパーヒーローイヤー2016年スペシャルプロジェクトの第1弾であり、初代仮面ライダーの藤岡弘、演じる本郷猛 / 仮面ライダー1号を主人公に迎えた劇場用映画作品である。藤岡を迎えたことについて、東映プロデューサーの白倉伸一郎は「テレビでは成しえなかった本郷猛の単独主演を全うして欲しかったという思いがあり、今まで一度もなかった『仮面ライダー』を映画で見たいと思ったんです」と語っている。藤岡主演の仮面ライダー劇場版は1972年の『仮面ライダー対じごく大使』以来45年ぶりであり、藤岡は当時69歳にして変身を披露することになる。
公開当時の仮面ライダーテレビシリーズ最新作品『仮面ライダーゴースト』のキャラクターも登場し、テレビシリーズに先駆けて仮面ライダーゴースト 闘魂ロビン魂の活躍が描かれるほか、同作品のネット配信短編作品『仮面ライダーゴースト 伝説！ライダーの魂！』に登場したレジェンドライダー眼魂を用いての各派生形態も登場する。また、同作品のDVDのみに収録される最終章「1号&平成編」では本作品に登場したウルガ怪人態とバッファル怪人態が再生され、眼魔ウルティマアレクサンダー/闇の意志の声をアレクサンダー眼魂の声を担当した飯塚昭三が担当するなど、本作品の後日譚となっている。なお、『小説 仮面ライダーゴースト 〜未来への記憶〜』収録の「仮面ライダーゴースト全史「魂の記憶」」によれば、 本作品は『ゴースト』テレビシリーズの第28話と第29話の間に位置するエピソードとされている。
例年の同時期作品と異なり、本作品に歴代ライダー（仮面ライダー2号から仮面ライダードライブまで）やスーパー戦隊は登場しない。
監督は、『仮面ライダー』当時に駆け出しのスーツアクターとしてトランポリンアクションを担当するなど、藤岡と共演した経験を持つ金田治。脚本には、平成仮面ライダーシリーズの第1期で数多くの作品を執筆した井上敏樹が5年ぶりに登板している。
敵幹部・地獄大使役は、『劇場版 仮面ライダーディケイド オールライダー対大ショッカー』で同役を演じた大杉漣が務める。なお、本作品の公開から約2年後の2018年2月21日に大杉が急逝した際、藤岡は本作品での共演を挙げて大杉を追悼している。

## ストーリー
世界征服を企んだ悪の秘密結社ショッカーが本郷猛 / 仮面ライダー1号によって壊滅させられてから、半世紀近い歳月が流れていた。本郷は今なお、世界各地でショッカーの残党たちと戦い続けていた。
そんなある日、本郷はかつての師立花藤兵衛の孫娘である立花麻由が地獄大使を復活させるための生贄としてショッカー残党に狙われていることを知って帰国する。偶然、現代の若き仮面ライダーである天空寺タケル / 仮面ライダーゴーストと深海マコト / 仮面ライダースペクターと出会った本郷は、「何のために戦うのか」と2人に問い掛けつつ、麻由を守ろうと動き出す。長年に渡る激闘の日々により、己の改造人間としてのボディに重篤なダメージが蓄積され、限界が近づいていると知りながら。
一方、ショッカーの残党では内部分裂が起こり、「もう1つのショッカー」としてノバショッカーが誕生していた。ノバショッカーは、「力による世界征服」ではなく「経済による支配」を目指し、その手始めに日本を手中に収めようと動き出す。そして、麻由の体内に埋め込まれた謎の眼魂を巡り、本郷・ショッカー・ノバショッカーの三つ巴の戦いが繰り広げられてゆく。
人間の自由と平和のために戦い続けた男の物語は、終章を迎えるのか、それとも新たなる伝説の序章となるのか。

## 登場キャラクター
本作品オリジナルの登場キャラクターのみ記述。
立花 麻由（）
本郷の師であった立花藤兵衛の孫娘。城南大学附属高校の高校生で、花屋でアルバイトをしながら、昨年に叔母が亡くなったことから現在は一人暮らしをしているが、ノバショッカーとショッカー残党によって地獄大使復活のための生贄として狙われる。護身術を多少会得しており、ショッカー戦闘員を撃退するくらいのことはできる。本郷の事は呼び捨てで読んでいる。
ノバショッカーとショッカー残党に追われる中で本郷と再会するが、彼が藤兵衛と「麻由が一人前になるまで、彼女のそばにいる」という約束を交わしていたにもかかわらず、3年前にショッカー残党を追って海外へ渡航したことを許せずにいる。そのため、本郷と再会した際には平手打ちをし、彼を拒絶した。その一方、本郷が自分のもとを離れなければならない理由も理解している。
体内に宿したアレクサンダー眼魂の影響で、時折、人格の変化が起こるようになっている。

## 仮面ライダー
仮面ライダー1号

ネオサイクロン

仮面ライダーゴースト

仮面ライダースペクター

## 敵キャラクター

### ショッカー
本郷の宿敵である悪の秘密結社。仙人によると、日本で活動していたが歴代仮面ライダーに敗北した後、海外に活動拠点を移したとされ、原典とは大きく異なる。また、本郷もその残党と海外で長年戦い続けているという設定になっている。
本作品では地獄大使以外の大幹部やショッカー首領は登場せず、シオマネキング、毒トカゲ男、ガニコウモルの3名が実質上の幹部を務めている。内部分裂によって構成員の半数以上がノバショッカーに移籍して弱体化するという危機的状況に陥っており、失地回復の切り札となる地獄大使の復活を目指している。
『ゴースト』のテレビシリーズ第24話では、原典でバダンに所属していたヤマアラシロイドが、本作品のショッカー所属怪人として登場する。
- 地獄大使
- シオマネキング
- 毒トカゲ男
- ガニコウモル
- ショッカー戦闘員

### ノバショッカー
ショッカーから離脱した者たちで結成された秘密結社。武力による世界征服ではなく経済の面から世界の征服を目論み、日本中から電気を強奪してパニックに陥れたうえ、日本政府にそれに代わる新エネルギー「ノバエネルギー」の供給を提案する。組織のシンボルマークは、「3つの首を持つ鷲」となっている。
- 怪人のスーツは、『仮面ライダー』の初期ショッカー怪人のように、スーツアクターの目が見える形状となっている[16]。

ウルガ
ノバショッカー三幹部のリーダー格。現代的な感覚を備える頭脳派で、自らの地位を絶対的なものにするため、アレクサンダー眼魂の奪取を目論む。
ウルガ（怪人態）
ハイエナの戦闘力・能力を持った改造人間。高い運動能力を備え、素早い動きで翻弄し、鋭い爪や牙、腕に付いた刃、衝撃波を武器とする。帯電した体で体当たりすることで感電によるダメージを与える。戦闘能力も高く、毒トカゲ男を鋭い爪の一撃で倒し、地獄大使とも互角以上に渡り合う。
ショッカーの目的であったアレクサンダー眼魂を得たことで、ウルガアレクサンダーへ変貌する。
- 顔の至るところにピアスを付けたデザインは、「ハイエナ怪人でパンクな感じ」という発注を基に描かれた。ボルトの意匠を肩や脚に無数雨に施している。縞を身体に入れたり大きな耳にすることで、オオカミに見えないように気を付けている。スーツアクターの目を露出させている。

ウルガアレクサンダー
ウルガがアレクサンダー眼魂を体内に取り込むことで強化変身した姿。紫色のエネルギー刃を伸ばすことで伸縮自在な長剣ゴルディオスを装備しており、地獄大使をも圧倒する力を持つが、徐々に眼魂の力を制御できなくなり、精神を乗っ取られて暴走する。
最後はゴーストとスペクターのダブルオメガドライブでゴルディオスを破壊され、怯んだところに1号のライダーキックを受けて倒される。
- アレクサンダーの要素を被せることとなったが、人間の要素は抽出できないことから、ステレオタイプのアレクサンダーの中世風の鎧兜を被せている。

『仮面ライダーゴースト』
声：永徳
第24話に怪人態として登場。仮面ライダーゴーストとジュウオウイーグルに敗れ去ったヤマアラシロイドを見て、ショッカーに見切りをつけるような描写がある。この時点では、まだ「元・ショッカー」とされている。
『仮面ライダーゴースト 伝説！ライダーの魂！』
声：最上嗣生
闇の意志と名乗る存在によって復活される。
『仮面戦隊ゴライダー』
トーテマが作り出した怪人として登場。

イーグラ
三大幹部の紅一点で、ウルガの秘書的な存在。戦闘時はサーベルを使用する。
一部書籍では蜂女系統の改造人間と推測されているが、劇中では怪人態は登場しない。
最後は眼魂の力に耐えられず暴走したウルガアレクサンダーに殺害される。

バッファル
三大幹部一のパワーファイター。寡黙で、ウルガに忠誠を誓っている。危機に陥る人間を見て喜ぶ残虐な面も持つ。怪人態を持つが、生身での攻撃も行う武闘派。
バッファル（怪人態）
コンドルの戦闘力・能力を持った改造人間。
飛行能力による高速攻撃や怪力を活かした空中格闘攻撃を得意とし、ゴーストやスペクターを圧倒するほどの力を持つ。ウルガに対する忠誠心が非常に高く、ウルガがアレクサンダー眼魂に乗っ取られて暴走し、イーグラを殺害した後も付き従っていた。
ゴーストのレジェンドライダー魂の連続攻撃でダメージを追うものの、ゴーストとスペクターを追い詰める。しかし、加勢に来た1号のライダーパンチを受けて形勢が逆転し、最後はゴーストのオメガブレイクで倒される。
- デザインは『仮面ライダー』に登場したゲバコンドルをモデルに用いており、カリフォルニアコンドルやアンデスコンドルのイメージを取り入れている。ゲバコンドルは『仮面ライダー』で藤岡弘、が事故で一時降板した後に登場した怪人であるため、デザインを担当した竹谷隆之は「藤岡とゲバコンドルを戦わせてあげたい」という考えからモチーフに用いた。ゲバコンドルと同様、スーツアクターの目を露出させている。

『仮面ライダーゴースト 伝説！ライダーの魂！』
声：最上嗣生
闇の意志と名乗る存在によって復活される。
『仮面戦隊ゴライダー』
トーテマが作り出した怪人として登場。

ノバショッカー戦闘員
三幹部の指揮下で従事する戦闘員。その格闘力はショッカー戦闘員以上。
- デザインは布解釈だったショッカー戦闘員（骨戦闘員）を硬質なパーツに一部置き換えてアレンジしている。骨をモチーフとしたショッカー戦闘員のため、骨の意匠を指に入れている。デザイン画ではショッカー戦闘員として描かれていたほか、同デザイン画には頭部のデザインの異なる小隊長のデザインも存在している。

## アイテム
アレクサンダー眼魂
アレクサンダー大王の力を宿す眼魔眼魂。
自ら選んだ人間の身体に入り込むことで、成長する性質を持つ。立花麻由の体内に入ったこの眼魂を求め、ショッカーとノバショッカーの戦いが始まった。ウルガが取り込んだ後はその精神を乗っ取って破壊の限りを尽くし、ウルガアレクサンダーが爆散した後も破壊されずに残るが、地獄大使によって握りつぶされ、消滅した。
『仮面ライダーゴースト 伝説！ライダーの魂！』
映画劇中で破壊されているが、闇の意志を名乗る存在が隕石に乗って飛来し、強大な闇の力を得た際に再生する。その力でウルガとバッファルを再生させ、闇の意志を眼魔ウルティマアレクサンダーと変身させたりとゴーストとスペクターを苦しめるが、平成魂となったゴーストに敗北して消滅した。

## キャスト
- 本郷猛 / 仮面ライダー1号 - 藤岡弘、[23]
- 天空寺タケル / 仮面ライダーゴースト - 西銘駿
- 立花麻由 - 岡本夏美
- ウルガ - 阿部力
- イーグラ - 長澤奈央
- バッファル - 武田幸三
- 月村アカリ - 大沢ひかる
- 深海マコト / 仮面ライダースペクター - 山本涼介
- 御成 - 柳喬之
- シブヤ - 溝口琢矢
- ナリタ - 勧修寺玲旺
- 戦闘員[24] - 岩崎う大（かもめんたる）、槙尾ユウスケ（かもめんたる）
- 総理 - 横光克彦
- 千十千、結崎あゆ花、西祐一郎、紫乃、リカヤ・スプナー、アドゥン・カナンシン
- 仙人 - 竹中直人 『仮面ライダーゴースト』
- 地獄大使 - 大杉漣[注釈 5]
- 立花藤兵衛 - 小林昭二[注釈 6][注釈 1]

### 声の出演
- 謎の眼魔 - 石井康嗣[27]
- ユルセン - 悠木碧[23]
- 毒トカゲ男、ガニコウモル、シオマネキング - 関智一[27]
- アレクサンダー眼魂 - 飯塚昭三[27]

### スーツアクター
- 仮面ライダー1号[出典 3] - 岡元次郎
- 仮面ライダーゴースト[29]  - 高岩成二
- 仮面ライダースペクター[29]、毒トカゲ男[30] - 渡辺淳
- ウルガ[30] - 永徳
- 佐藤賢一
- 怪人[31] - 高田将司
- 寺本翔悟
- 武智健二
- ヤクザ風の男 - 村岡弘之[32]、蜂須賀昭二[33]
- 白井雅士
- 田中宏幸
- 藤井祐伍
- 縄田雄哉
- 喜多川2tom
- 渡辺実
- 青木哲也
- おぐらとしひろ
- 渡邉昌宏
- 大林勝
- 本多剛幸
- 向田翼
- 佐藤義夫
- 佐藤太輔
- 戦闘員[34] - 藤田慧
- 内川仁朗
- 蔦宗正人
- 村井亮
- 神前元
- 大岩剣也
- 井口尚哉
- 松岡千尋
- 浦家賢士
- 勝呂学
- 田中領
- 東慶介
- 榮男樹
- 久田悠貴
- 寒川祥吾
- 宮川連
- 田中慶
- 鍜治洸太朗
- 穂積慎也
- 今井結香子
- 坂内大雅
- 杉浦勇一
- 森山貴文
- 加藤勉
- 小座間洋人
- 内山大輔
- 中島厚也
- 松藤拓也
- 佐々木俊宜
- 小原和也
- 影山大輝
- 中西大介
- 渡辺諒
- 福村翔太
- 山口真弥
- 霜田元
- 稲野純也
- 森田健一
- 佐伯啓
- 北島一寿
- 小豆畑祐二[注釈 7]
- 山口仁美
- 金山拓矢
- 鈴木大樹
- 古山和輝
- 渡辺亮
- 宮崎高春
- 池田優樹
- 大野桂子
- 石井樹里
- 中山甲斐
- 古屋貴士
- 上平田結花
- 大河平レオン
- 関谷健利
- 齊藤謙也[注釈 8]
- 菊地雄人
- 前川孟論
- 小森拓真
- 藍田将太
- 松本直也
- 草野伸介

## スタッフ
- 原作 - 石ノ森章太郎
- 脚本 - 井上敏樹
- 音楽 - 中川幸太郎、鳴瀬シュウヘイ、坂部剛
- 企画 - 藤岡弘、
- 製作 - 鈴木武幸（東映）、平城隆司（テレビ朝日）、間宮登良松（東映ビデオ）、野田孝寛（アサツー ディ・ケイ）、松田英史（東映エージエンシー）、垰義孝（バンダイ）、木下直哉（木下グループ）、藤岡弘、（SANKIワールドワイド[注釈 9]）
- ジェネラルプロデューサー - 矢津田佳広（東映）、林雄一郎（テレビ朝日）、加藤和夫（東映ビデオ）、波多野淳一（アサツー ディ・ケイ）、竹内淳裕（東映エージエンシー）、小野口征（バンダイ）、小助川典子（木下グループ）、佐藤栄美理（SANKIワールドワイド）
- 撮影 - 倉田幸治
- 照明 - 斗沢秀
- 美術 - 大嶋修一
- 編集 - 大畑英亮
- 録音 - 畑幸太郎
- 整音 - 曽我薫
- スクリプター - 國米美子
- 助監督 - 上堀内佳寿也、伊藤良一
- 制作担当 - 中島嘉隆
- ラインプロデューサー - 道木広志
- Bカメラ - 冨永健二
- 照明応援 - 木崎浩之、山本将彦
- 選曲 - 金成謙二（ドンカンパニー）
- 音響効果 - 大野義彦
- 助監督 - 作野良輔、石井千晶、平舘銀河
- 進行主任 - 吉川和也、本間隆廣
- 進行 - 餅田愛里咲
- プロデューサー補 - 小髙史織、安東健太
- 広報AP - 上浦侑奈
- ラインプロデューサー補 - 下前明弘
- 制作デスク - 近藤孔明、宮地みどり
- 操演 - 髙木友善（ライズ）
- 絵コンテ - なかの★陽
- キャラクターデザイン - 田嶋秀樹・伊津野妙子（石森プロ）、小林大祐（PLEX）
- クリーチャーデザイン - 竹谷隆之[19]、島本和彦とビッグバンプロジェクト
- 製作プロダクション - 東映テレビ・プロダクション
- スーパーバイザー - 小野寺章（石森プロ）
- エグゼクティブプロデューサー - 佐々木基（テレビ朝日）、疋田和樹（東映エージエンシー）
- プロデュース - 白倉伸一郎・大森敬仁・高橋一浩（東映）、佐藤現（東映ビデオ）、古谷大輔（アサツー ディ・ケイ）、矢田晃一（東映エージエンシー）、菅野あゆみ
- アクション監督 - 竹田道弘（ジャパンアクションエンタープライズ）
- 特撮監督 - 佛田洋
- 「仮面ライダー1号」製作委員会（東映、テレビ朝日、東映ビデオ、アサツー ディ・ケイ、東映エージエンシー、バンダイ、木下グループ、SANKIワールドワイド）
- 監督 - 金田治（ジャパンアクションエンタープライズ）
- 配給 - 東映[注釈 1]

## 音楽
主題歌・エンディングテーマの2曲は2016年3月23日に発売したサントラ盤『仮面ライダー1号 サウンドトラック』に収録されている。
主題歌「レッツゴー!! ライダーキック - 2016 movie ver. -」
作詞 - 石ノ森章太郎 / 作曲 - 菊池俊輔 / 編曲 - 渡部チェル / 歌 - RIDER CHIPS

エンディングテーマ「それぞれの時」
作詞 - 松井五郎 / 作曲・編曲 - 森正明 / 歌 - 野口五郎&高柳明音

劇中曲「男咲き」「恋、抱きしめて」
作詞・作曲 - 鳴瀬シュウヘイ

## 制作
藤岡は企画から参加しており、制作陣と共に5か月をかけて脚本を完成させたという。
藤岡のもとへ依頼が来たのは2015年春であり、「単独主演が可能なのか」と一瞬頭が真っ白になったが、原作の石ノ森章太郎らすでに鬼籍に入った恩師たちのことが浮かび、今も続く仮面ライダーシリーズに彼らの原点が息吹いていることに突き動かされた。藤岡は「命の尊さを今の子供たちに訴えよう」と考える一方、「自分を追い続けてきたかつての子供たちを失望させてはいけない」と考え、それゆえの不安を振り切ろうと筋トレなどに励んだ。そのためもあり、1号の新たな姿は貫禄を増した藤岡の体格を反映したものとなっている。ただ、「本当は3年くらいは製作時間が欲しかった」そうである。
依頼された当時は葛藤もあったが、平成仮面ライダーを見て「どうも違う。気を込めた元祖ライダーのメッセージが消えつつある」と違和感を持ったこともあり、関係各位の応援や東映の励ましを受けて了承した藤岡は、1号の新たな姿に45年間の経験で増量した自分のことも含めてたくましさを感じると共に、1号の新たな愛車・ネオサイクロンもそれゆえにいきなり乗りこなすことになった。また、本郷 / 1号を再び演じるに際して本作品の彼は自分そのものとも思っているほか、スケジュールこそNHK（日本放送協会）大河ドラマ『真田丸』と同時進行で大変だったものの、両方にエネルギーを込めて演じられたという。
白倉は本作品の10数年前から藤岡の演じる本郷を主役にした映画を作りたいという構想を持っており、『オーズ・電王・オールライダー レッツゴー仮面ライダー』で1号の声を、『平成ライダー対昭和ライダー 仮面ライダー大戦 feat.スーパー戦隊』で本郷 / 1号をそれぞれ藤岡に演じてもらったことで、「これならそろそろ具体化できるかな」と相談して実現に至った。45周年というメモリアルイヤーは絶好の機会でもあり、本当はタイトルを『仮面ライダー』とシンプルにしたかったが、「すでに膨大な数の仮面ライダーや作品が存在するので誤解を招く」と意見されたため、「1号」を付けたという。そもそも、藤岡との初対面は『仮面ライダー』30周年の2001年のことであり、彼には「50周年に向けて掘り下げて準備していくことはできないか」とも言われたが、白倉は「機が熟した」と進言して45周年を世間や製作委員会への建前に、企画を始動させた。数か月をかけて5パターンほどを推したプロットは公開当時に放送中の仮面ライダーであるゴーストと絡むことがかなり後から決まったうえ、藤岡と話をしていくうちに彼の発想の豊かさもあってどんどん広がってしまい、「いくつかを組み合わせれば絞れる」という白倉の想定を裏切って後悔する羽目になったという。
藤岡の主演が決定してから監督に起用された金田は井上による脚本の中身を細かく詰めたが、当初の構想では立花藤兵衛の孫娘・麻由の年齢設定や本郷の関わり方が異なっており、井上は「ヒロインにも45年という歴史を背負わせたい」との思いから麻由が藤兵衛の孫という設定を考えたうえ、「ライダーが45年なら敵であるショッカーにも同じだけの時間が流れているだろう」とショッカー内部の世代抗争や地獄大使の登場を考えたほか、「1号にはどうしてもゴーストに敵わない部分がある」という思いから本郷に生死を超えた存在であるゴーストを超えさせるため、本郷が死を経て蘇生するという展開を考えたという。また、起用された際には驚いたうえに光栄で誇りに思った金田は、「今回はこれまでのシリーズの中でも特別」と気合を込め、仮面ライダーのヒーロー像について藤岡と話し合ったという。また、企画として関わった藤岡の考案により時代性も尊重し、数ある世界的な問題の中から、2011年3月の東京電力・福島第一原子力発電所での事故で高まった「エネルギー問題」の要素も取り込まれることとなった。

## プロモーション
2016年1月1日に本作品のタイトル・公開日と1号のデザイン画が公開された後、同年1月28日にはマスコミ発表が行われ、本郷を藤岡が演じることや、1号の新たな姿とその愛車・ネオサイクロンの姿が発表された。
2016年2月19日には、予告編がインターネット上で解禁された。
2016年2月28日には、警視庁と東京都の「危険ドラッグ・薬物乱用防止啓蒙キャンペーン」とのタイアップポスターが公開された。
2016年3月15日には、新宿バルト9にて完成披露イベントが開催され、1号のスーツを着てマスクを持った藤岡をはじめとする主要俳優陣が舞台挨拶に登壇した。
2016年3月19日には、藤岡が本作品のキャンペーンで大阪市内を訪れ、ほぼ同年代のシルヴェスター・スタローンやブルース・ウィリス、リーアム・ニーソンらを例に挙げて自分の健在ぶりも披露した。
2016年3月21日には、東京都港区のホンダウエルカムプラザ青山にて本作品の公開記念トークショーが開催され、藤岡がネオサイクロンと共に登壇した。
2016年3月26日には、丸の内TOEI1にて初日舞台挨拶が開催され、金田と主要俳優陣が登壇した。
2016年4月3日には、T・ジョイPRINCE品川にて大ヒット御礼イベントが開催され、藤岡がネオサイクロンを運転しながら西銘駿や山本涼介と共に登壇し、その後の舞台挨拶にも3人で登壇した。
2016年4月20日には、新宿バルト9にて開催された同年5月7日公開の日活映画『ヒーローマニア-生活-』の「完成ヒーロー上映会」（完成披露上映会）に、同作のタイトルにちなんだシークレットゲストとして本作品の1号が登場した。
2016年12月26日には、通常よりも音量を上げて上映する仮面ライダー史上初の応援上映イベント「凄音&変身 超レベルアップ上映会」が丸の内TOEIにて開催され、本作品と同年12月10日公開の『仮面ライダー平成ジェネレーションズ Dr.パックマン対エグゼイド&ゴーストwithレジェンドライダー』が併映され、藤岡と西銘が舞台挨拶を行った。

## タイアップ
パセラ
2016年3月22日から同年4月22日まで、パセラリゾーツ池袋本店内「KAMEN RIDER THE DINER」（東京）とハニートーストカフェ天王寺店（大阪）にて本作品とのコラボメニューが提供された。

## 入場者特典
「仮面ライダー 魂のトリプルパック」と称して、以下のカードがそれぞれ入場者特典として、第1弾から第4弾までの全4種が配布された。また、特典の入った袋には『仮面ライダーアマゾンズ』の予告のQRコードが記載されている。
復活! 仮面ライダーカード
仮面ライダースナックのおまけだった仮面ライダーカードを復活させたもの。本作品の写真が使用されている。
名刺
タケル・御成・アカリの3枚は御成お手製という設定で、『仮面ライダーゴースト』内でも御成がお手製名刺を作る経緯のエピソードが描かれ、劇中でも同様の名刺（御成の名刺）が使用されている。
ガンバライジングカード
- 第1弾：仮面ライダーゴースト オレ魂
- 第2弾：仮面ライダー1号
- 第3弾：仮面ライダーゴースト グレイトフル魂
- 第4弾：仮面ライダースペクター ダブル魂

## 公開

### 興行収入
2016年3月26日 - 27日分の週末映画興行成績（興行通信社）では、動員数約12万4,000人、興収約1億5,500万円を記録し、第4位となった。

### 映像ソフト化
2016年8月3日発売。Blu-ray / DVDでリリース。
- 仮面ライダー1号 ［ブルーレイ+DVD］ 通常版（2枚組）
  - ディスク1：本編Blu-ray
  - ディスク2：本編DVD
    - 映像特典（ディスク1、ディスク2共通）
      - TRAILER

    - 初回限定特典
      - 復活! ライダーカード（1枚）
      - デジタルコピー by bonoboコネクト（Blu-rayのみ）
- 仮面ライダー1号 DVD通常版（1枚組）
  - 映像特典
    - TRAILER

  - 初回限定特典
    - 復活! ライダーカード
- 仮面ライダー1号 コレクターズパック（2枚組）
  - ディスク1：本編ディスク（通常版と共通）
  - ディスク2：特典ディスク（Blu-ray版はBlu-ray、DVD版はDVDで収録）
    - メイキング
    - 完成披露イベント
    - 完成披露上映会舞台挨拶
    - 公開初日舞台挨拶
    - 仮面ライダー生誕45周年記念&大ヒット御礼イベント
    - 仮面ライダー生誕45周年記念&大ヒット御礼舞台挨拶
    - TV SPOT
    - DATA FILE
    - POSTER GALLERY

  - 初回限定特典
    - 復活! ライダーカード（1枚）
    - 特製スリーブケース
    - デジタルコピー by bonoboコネクト（Blu-ray版のみ）

## 評価
読売新聞東京本社社長直属教育ネットワーク事務局専門委員兼ホール企画部企画プロデューサーの鈴木美潮は、本作品を「本郷猛のいる時代に生まれ合わせた幸せ」と評した。
映画ライターの滝口アキラは、本作品を「藤岡弘、こそ日本のスタローン！『クリード』に涙した映画ファンなら必見の作品」と評した。
作家の城繁幸は、「単なる特撮ドラマを越えて大人が楽しめる作品に仕上がっているように思う」と評した。

## 他媒体展開
春休み合体ヒーロー祭り
2016年3月27日に放送した『動物戦隊ジュウオウジャー』の第7話「ゴゴゴゴーストが出た」と『仮面ライダーゴースト』第24話「出現！謎の戦士！」のコラボ。前年までのテレビスペシャルと異なり、2009年の『仮面ライダーディケイド』と『侍戦隊シンケンジャー』のように、それぞれのテレビシリーズ中の1話として放送された。
『ジュウオウジャー』には天空寺タケル / 仮面ライダーゴーストとユルセン、シオマネキング（映画に登場した個体とは別）が、『ゴースト』には風切大和 / ジュウオウイーグル、本作品から仮面ライダー1号とウルガ怪人態がそれぞれ客演している。ただし、ジュウオウエレファント、ジュウオウタイガー、仮面ライダースペクター、仮面ライダーネクロムは、物語の展開上共演する場面には登場していない。
『ジュウオウジャー』第7話での出来事を踏まえて『ゴースト』第24話が展開するなど、両話の内容はつながっており、特に『ゴースト』側は今回のクロスオーバーもメインストーリーに組み込まれている。なお、『仮面ライダーゴースト超全集』のストーリーガイドでは、『ジュウオウジャー』第7話→『ゴースト』第24話→本作品の順番でつながっている。
翌週の『ゴースト』第25話では、仮面ライダーシリーズ45周年記念として「仮面ライダー生誕45周年記念企画 完全保存版！ 全シリーズ一挙公開」という企画を行った。
『仮面ライダーゴースト 伝説！ライダーの魂！』
仮面ライダー45周年記念作品の1つ。ネット版に登場したレジェンドライダー眼魂を用いた各派生形態が、本作品にも登場する。一方、2016年4月29日に発売された『DX仮面ライダー45ゴースト&伝説！ライダーの魂！DVDセット』に収録された最終章にはウルガ怪人態とバッファル怪人態が登場するうえ、地獄大使やアレクサンダー眼魂に関わった黒幕・謎の眼魔の正体とされる闇の意志（眼魔ウルティマアレクサンダー）との最終決戦が描かれる。
『仮面戦隊ゴライダー』
トーテマが作り出した怪人としてウルガとバッファルが登場。
『劇場版 仮面ライダーゴースト 100の眼魂とゴースト運命の瞬間』（2016年8月6日公開）
『仮面ライダーゴースト』の単独劇場版作品。アレクサンダー大王の眼魂が登場。ただし、デザインなどは変更（新たにデザインを応募）されている。